# 黑山寺乡
黑山寺乡，是中华人民共和国河北省张家口涿鹿县下辖的一个乡镇级行政单位。

## 行政区划
黑山寺乡下辖以下地区：
黑山寺村、口前村、狼洼村、丰润堡村、芦家沟村、付家寨村、仓上村、下榆林村、上榆林村和杨树沟村。